# M39 (疏散星團)
梅西耶39或M39，也稱為NGC 7092，是在天鵝座的一個疏散星團，位於恆星螣蛇四南面兩度處， 和天津四東北偏東9°左右。這個星團於1749年由紀堯姆·勒讓蒂發現，然後查爾斯·梅西耶於1764年將其添加到他的星表中。當用小望遠鏡在低倍率下觀察時，這個星團顯示了大約24個成員，但雙筒望遠鏡是觀察它的最佳工具。它的總星等（亮度）為5.5，跨越的角直徑為29 弧分，相當於滿月的大小。它的中心與地球的距離大約是1,010光年（311秒差距）。
估計這個星團的質量為232 M☉，線性的潮汐半徑為8.6±1.8 pc。在15顆最亮的成員中，有6個形成了聯星系統；還有一個顆也可能是。HD 205117 是一個可能的食雙星系統，其週期為113.2天，視星等的變化0.051。兩個成員似乎都是次巨星 ，而且星團裡面至少有五顆 特殊恆星和10顆疑似短周期變星。

## 星圖

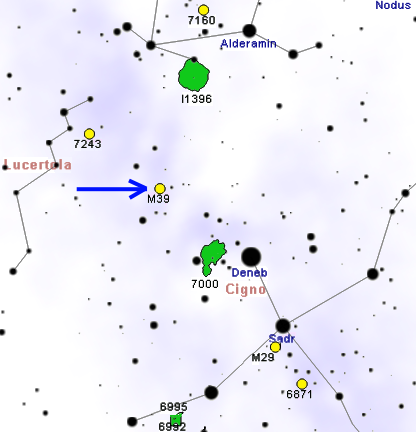
Map

## 外部連結
- Messier 39, SEDS Messier pages （页面存档备份，存于）
- NASA Astronomy Picture of the Day: M39: Open Cluster in Cygnus (12 April 2009)
- WikiSky上关于M39 (疏散星團)的内容：DSS2, SDSS, GALEX, IRAS, 氢α, X射线, 天文照片, 天图, 文章和图片